# Culicoides derisor
Culicoides derisor är en tvåvingeart som beskrevs av Callot och Kremer 1965. Culicoides derisor ingår i släktet Culicoides och familjen svidknott. Inga underarter finns listade i Catalogue of Life.